# 阿恩·邓肯
阿恩·斯塔基·邓肯（英語：Arne Starkey Duncan，1964年11月6日—）是第9任美国教育部长，以前是芝加哥公立學校的主管。

## 简历

少年的他与母亲经营的教育中心里的学生在一起

篮球运动员时期的他(最右)与队友在一起

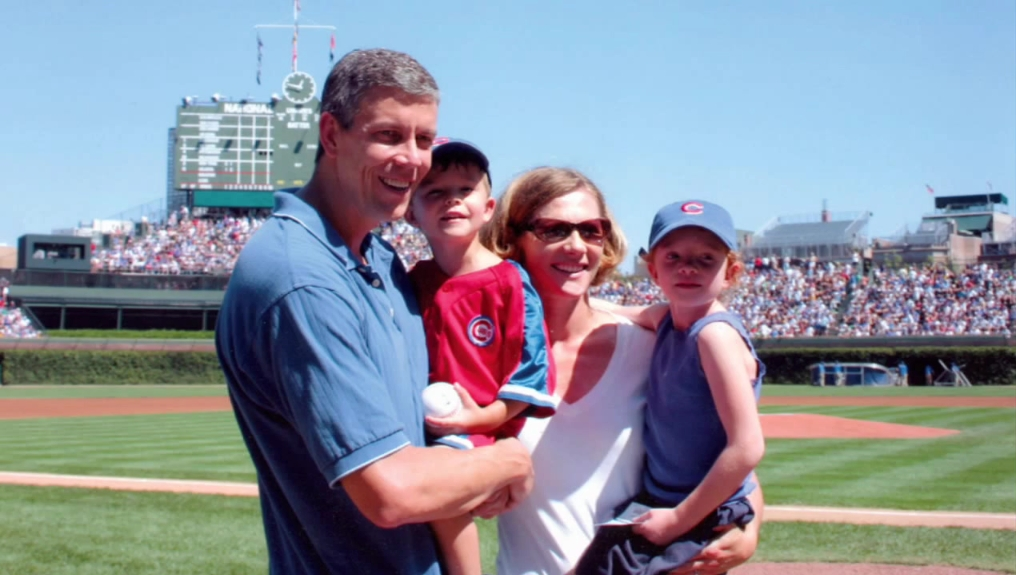
全家合影

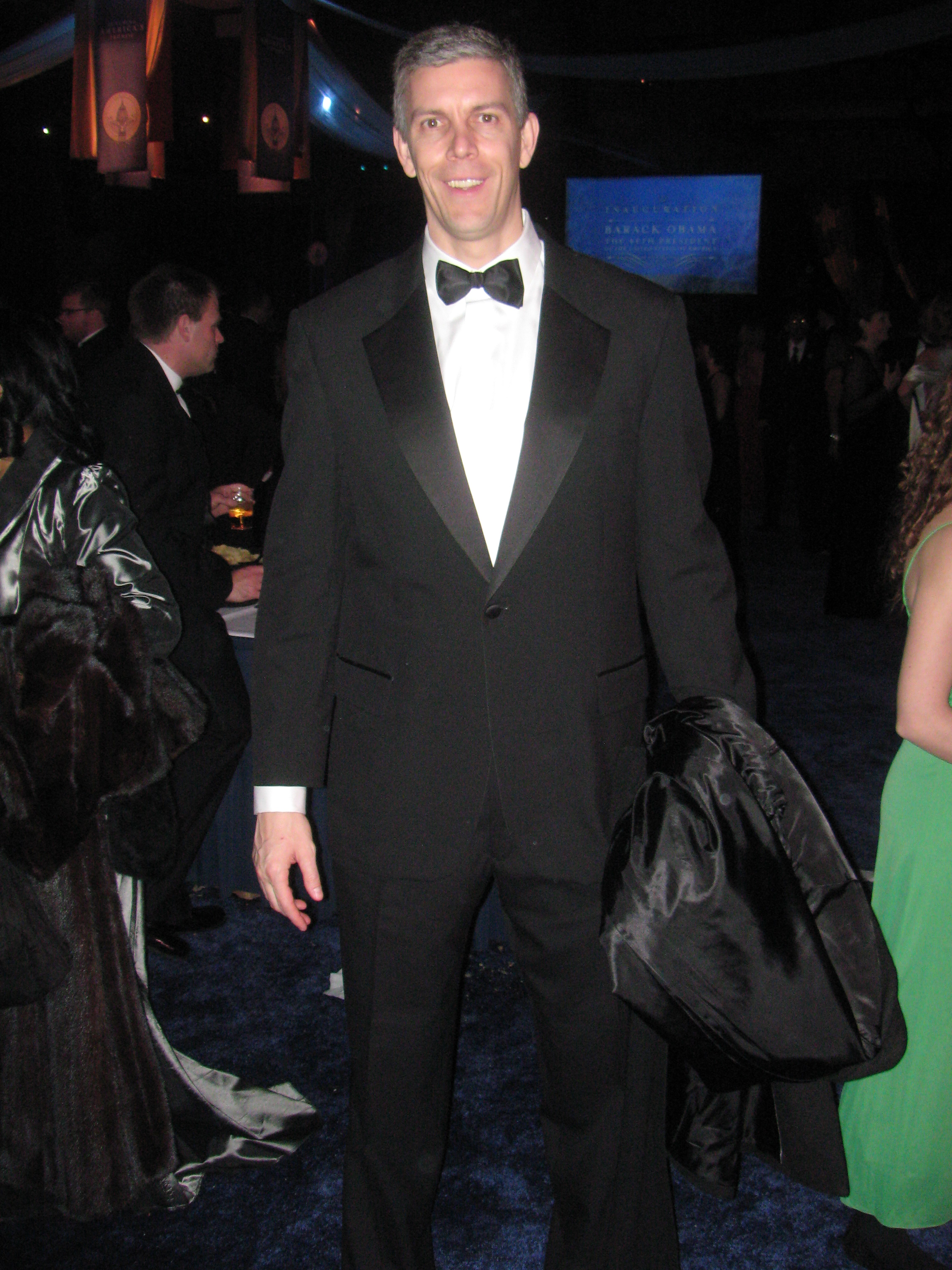
2009年1月20日

他父亲Starkey Duncan是一名芝加哥大学的心理学教授，他母亲Susan Morton经营着Sue Duncan Children's Center。成长过程中他花了不少业余时间在他母亲的教育中心与那里的教师和学生在一起。他童年的朋友有Ariel Capital Management（现为 Ariel Investments）的CEO兼Ariel Community Academy创始人John W. Rogers, Jr.、以及伊利诺斯州参议员Kwame Raoul、男演员Michael Clarke Duncan、歌手R. Kelly以及武术获奖者Michelle Gordon。
1987年他获得哈佛大学的社会学学士拉丁文學位榮譽。 
在哈佛上学时，他曾担任多个篮球队的领队。1987到1991年，他是一名专业篮球队运动员，主要是在澳大利亚打球，曾效力的球队有墨尔本的South East Melbourne Magic（澳大利亚国家篮球联赛的球队之一）。

## 个人生活
在澳洲他遇到了他未来的妻子Karen Luann Duncan。他家居住在維吉尼亞州的阿靈頓縣, 两人有一个女儿和一个儿子。